# Toamasina Airport
Toamasina Airport (franska: Aéroport de Toamasina) är en flygplats i Madagaskar.   Den ligger i distriktet Toamasina I och regionen Atsinananaregionen, i den östra delen av landet, 220 km öster om huvudstaden Antananarivo. Toamasina Airport ligger 6 meter över havet.
Terrängen runt Toamasina Airport är platt. Havet är nära Toamasina Airport österut.  Närmaste större samhälle är Toamasina, 4,5 km söder om Toamasina Airport. 